# Gerberei (Volary)

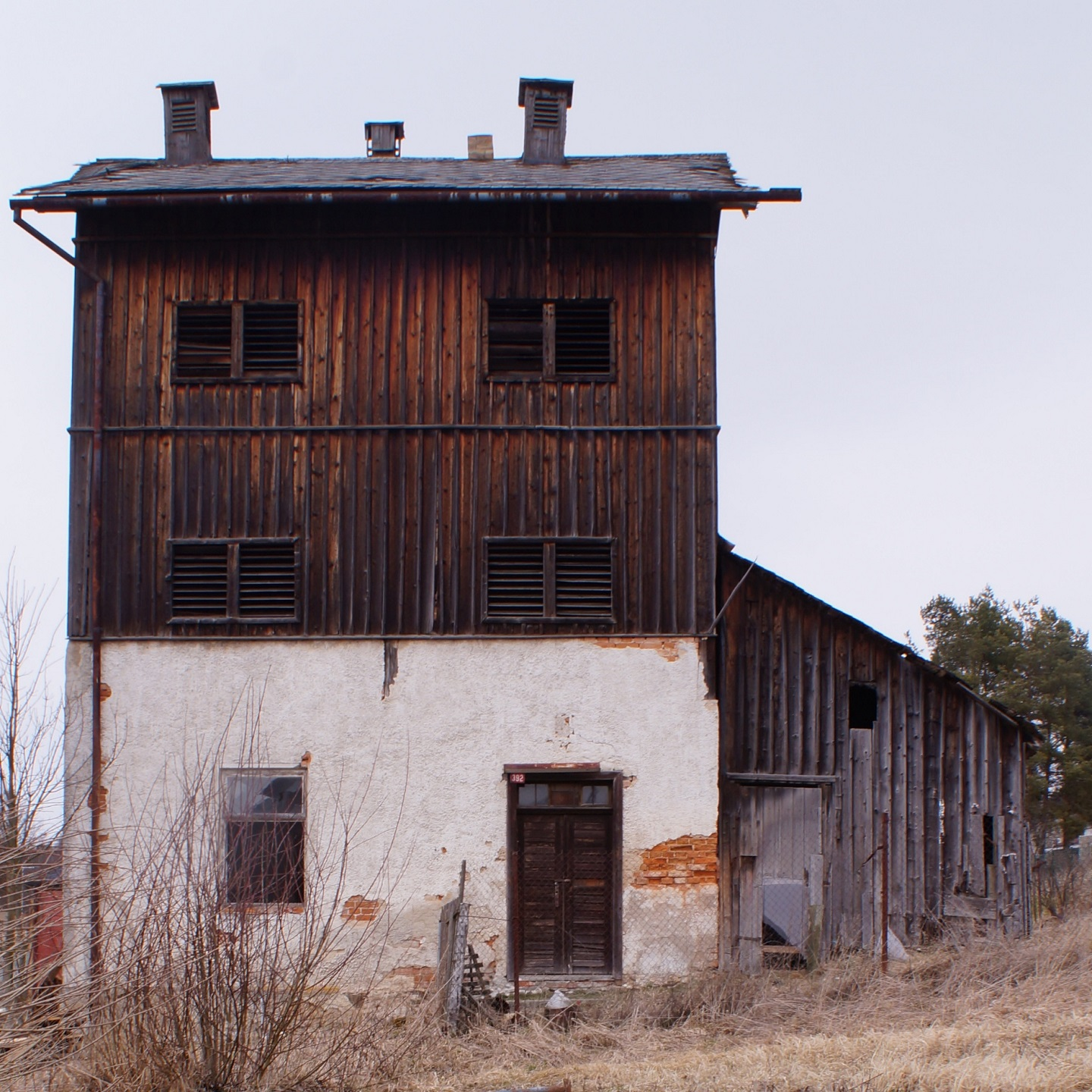
Gesamtansicht von Süden (2020)

Die Gerberei in Volary (deutsch Wallern), einer Stadt in der Region Jihočeský kraj (Südböhmen) in Tschechien, ist eine ehemalige, denkmalgeschützte Gerberei (koželužna) aus dem 19. Jahrhundert. Das Technikdenkmal wird auf das 18. Jahrhundert datiert und ist in seiner Erhaltung gefährdet.

## Lage
Das Gebäude steht im Norden der Stadt auf der Ostseite der Straße nach Mlynářovice in leichter Hanglage oberhalb des Volarský potok (Langwiesenbach oder Schreinerbach). Die benachbarten Gebäude des Schlachthofs wurden bis 2001 abgerissen. Über das Grundstück verläuft ein kleiner Bach zum Volarský potok.
Das Objekt befindet sich außerhalb des Denkmalreservats (památková rezervace) der Stadt Volary (ÚSKP 1074), das 1995 im Norden des Ortes ausgewiesen wurde.

## Geschichte
Der Ort Volary/Wallern wurde 1359 erstmals urkundlich erwähnt und erhielt 1871 die Stadtrechte. Die ursprüngliche Siedlung entstand am Goldenen Steig während der Besiedlung des Böhmerwalds im 13. und 14. Jahrhundert. Eine weitere Kolonisierungswelle fand im 16. und 17. Jahrhundert statt.
Die Gerberei stammt aus dem 18. Jahrhundert und gehörte vor 1945 einer Wurstfabrik. Bis gegen Ende des 20. Jahrhunderts wurde der Bau zum Räuchern von Fleisch des Schlachthofs genutzt. Das Gebäude wurde am 31. Mai 2001 als Kulturdenkmal unter Schutz gestellt. Am 1. Oktober 2018 wurde das ungenutzte Baudenkmal nach der Stufe 4 als „gefährdet“ (havarijní stav) kategorisiert. Es wurden noch keine Sicherungsmaßnahmen zur Bestandserhaltung durchgeführt. (Stand März 2020)

## Baubeschreibung und Zustand

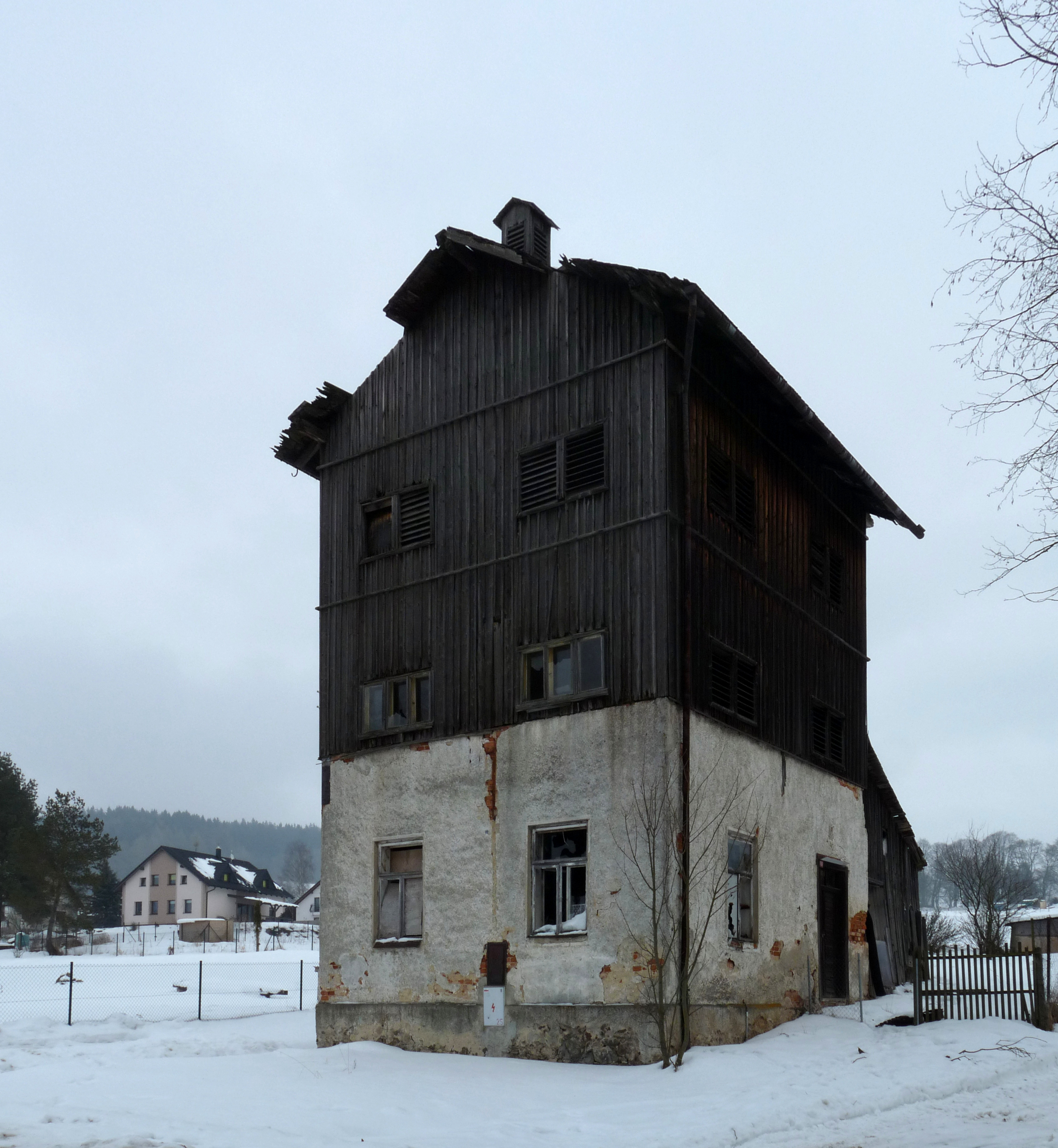
Gesamtansicht von Südwesten (2018)

Die ehemalige Gerberei ist ein dreistöckiges, turmförmiges Gebäude über einem fast quadratischen Grundriss. Über einem Steinsockel sind anderthalb Geschosse in grob verputzten Ziegelmauerwerk ausgeführt. Die oberen anderthalb Geschosse sind als Fachwerk ausgeführt. Dieses ist bis in die dreieckigen Giebel mit senkrechten Brettern verkleidet. Zwei horizontale Holzleisten gliedern die Stockwerke und die Giebelbereiche.
Die Fassaden zeigen jeweils zwei Fensterachsen. Die Zugangstür befindet sich an der Südseite. Die Fenster haben einfache, schmale Rahmen. Sie sind doppelt ausgeführt und öffnen nach außen und innen. Der obere Flügel lässt sich zur Lüftung klappen. Die Fensteröffnung der Trockenböden haben zur Lüftung Fensterjalousien mit  horizontalen Lamellen aus Holz. Sie können mit Fensterläden verschlossen werden, die innen angeschlagen sind und sich nach innen öffnen. Im ersten Stock der Westseite wurde dreiteilige Glasfenster eingesetzt. Auf der gegenüberliegenden Ostseite befinden sich keine Fenster auf dieser Etage, da sich dort das Dach des angebauten Schuppens erstreckt. Die Böden, auf denen das gegerbte Leder getrocknet wurde, werden zusätzlich durch drei hölzerne Kaminen mit Jalousien belüftet. Ein vierter Kamin ist gemauert.
Der First des flachen Satteldachs verläuft in West-Ost-Richtung. Es hat an allen Seiten größere Überstände sowie Regenrinnen und Fallrohre. Die Eindeckung wurde in jüngerer Zeit in grauem Faserzement (Eternit) ausgeführt.
Der Zustand des Daches ist sehr schlecht. Es fehlen größere Teile und Regen fließt ungehindert in das Gebäude. Fachwerkstruktur und Holzbalken werden von Fäulnis angegriffen. Erhaltende Maßnahmen wurden seit Ende der Nutzung nicht vorgenommen. Das Gebäude benötigt eine statische Sicherung von Mauerwerk und Fachwerk. Diese Situation dauert an.

## Denkmalwert
Das Gebäude der ehemaligen Gerberei ist ein besonderes technisches Denkmal mit einem hohen Anteil von wertvoller und original erhaltener Baustruktur. Die Notwendigkeit der Erhaltung des Areals mit wertvollen und authentischen Konstruktionsmerkmalen entspricht dem Konzept eines Kulturdenkmals, wie es das Gesetz über staatliche Denkmalpflege vorsieht. Die ortsbildprägenden Gebäude der ehemaligen Brauerei sind bisher nicht als Baudenkmal ausgewiesen (Stand März 2020).